# Великая (река, впадает в Белое море)
Великая — река в России, протекает по территории Амбарнского сельского поселения Лоухского района, а также Куземского сельского поселения Кемского района Республики Карелии. Длина реки — 12 км.
Река берёт начало из ламбины без названия на высоте 48,8 м над уровнем моря и далее течёт преимущественно в восточном направлении по заболоченной местности.
Великая в общей сложности имеет семь малых притоков суммарной длиной 12 км.
Впадает в Белое море.
Населённые пункты на Великой отсутствуют.
Код объекта в государственном водном реестре — 02020000712102000001950.